# Aspilota betae
Aspilota betae är en stekelart som beskrevs av Simon Bengtsson 1926. Aspilota betae ingår i släktet Aspilota och familjen bracksteklar. Arten är reproducerande i Sverige. Inga underarter finns listade.